# Francisco Paniagua Soler
Francisco Paniagua Soler (Almería, España, 22 de agosto de 1998), conocido deportivamente como Pani, es un jugador de fútbol sala español que juega de ala en el Servigroup Peñíscola y es internacional con la selección española.

## Trayectoria deportiva

### Clubes
Se inició en el CD Kiosco Luis Marín en categorías inferiores, pasó al CD Bayyana de Liga Nacional Juvenil y aún siendo juvenil ficha por el CD Gádor dónde debuta en Tercera División. Para la temporada 2015/16 se incorpora al juvenil y a ElPozo Ciudad de Murcia, filial de ElPozo Murcia. Debutó con el primer equipo de ElPozo en un partido de Supercopa de España contra el Movistar Inter. Desde 2019 juega para el Peñíscola Fútbol Sala dónde se ha consolidado como un jugador clave en Primera División.

### Selección nacional
Fue internacional con la selección española sub-21. Su debut con la Selección Absoluta llega el 15 de diciembre de 2023 con 25 años en el Pabellón Universitario de Albacete, jugándose las clasificatorias para el Mundial de Uzbekistán 2024 dónde consigue la victoria por 7 a 1 y además consigue anotar el sexto gol en el minuto 40.

## Clubes
| Club                    | País   | Años      |
| ----------------------- | ------ | --------- |
| CD Kiosco Luis Marín    | España | 2010-2012 |
| CD Bayyana              | España | 2012-2014 |
| CD Gádor                | España | 2014-2015 |
| ElPozo Ciudad de Murcia | España | 2015-2019 |
| Peñíscola FS            | España | 2019-act. |